# Paron (Paron)
Paron is een bestuurslaag in het regentschap Ngawi van de provincie Oost-Java, Indonesië. Paron telt 3524 inwoners (volkstelling 2010).